# Когортне дослідження

## Основні характеристики
Когортне дослідження — це особлива форма лонгітюдного дослідження , у якому проводиться вибірка когорти (групи людей, які мають спільну визначальну характеристику, як правило, тих, хто пережив загальну подію в обраний період, наприклад народження чи закінчення школи), виконуючи поперечний зріз на інтервали в часі. Це тип панельного дослідження, де особи в панелі мають спільні характеристики.
Когорта - будь-яка визначена групи осіб, які спостерігаються або простежуються протягом певного періоду часу. Цей термін також застосовується для опису групи індивідів із спільною характеристикою або досвідом. Наприклад, когорта народження складається з осіб, які народилися в певний рік або період і, таким чином, мають багато схожих переживань. 
Когортні дослідження являють собою одну з фундаментальних структур епідеміології, яка використовується в дослідженнях у сферах медицини, фармації, догляду за хворими, психології, соціальних наук і в будь-якій галузі, яка покладається на «важкодоступні» відповіді, засновані на доказах (статистиці). У медицині, наприклад, у той час як клінічні випробування використовуються в основному для оцінки безпеки щойно розроблених фармацевтичних препаратів, перш ніж вони будуть схвалені для продажу, епідеміологічний аналіз того, як фактори ризику впливають на частоту захворювань, часто використовується для визначення причин захворювань, а також, щоб допомогти забезпечити доклінічні обґрунтування правдоподібності захисних факторів (лікування).В епідеміології когортні дослідження, це вивчення когорт для визначення чинників, які можуть бути причиною хвороб.
У когортному дослідженні визначають показники частоти подій (хвороби) мінімум у двох когортах, в одній з яких досліджувані наражаються на дію ймовірного чинника ризику (експонована група), а в іншій (контрольній, неекспонованій) групі — не наражаються.
Ключовою особливістю дизайну когортного дослідження є те, що суб’єкти спостерігаються протягом тривалого часу.

## Типи когорт
1. Відкриті (динамічні) - учасники когорти, можуть з'являтись і зникати.
2. Фіксовані - “Закрита” характеристика, яка не змінюється з часом. Учасники не додаються, але можуть зникати
3. Закриті - “Закрита” характеристика, яка не змінюється з часом. Учасники не додаються та не зникають[3]

## Типи когортних досліджень
Когортні дослідження діляться на два підтипи і можуть бути проспективними, ретроспективними або двонаправленими. Тип когортного дослідження визначається статусом результату. Якщо результат не відбувся на початку дослідження, то це проспективне дослідження; якщо результат уже відбувся, то це ретроспективне дослідження. 
Відмінною рисою проспективного когортного дослідження є те, що на той час, коли дослідники починають зараховувати суб’єктів, жоден із суб’єктів не отримав потрібний результат.  
Ретроспективне дослідження, навпаки, задумано після того, як суб’єкти вже отримають результат. Дослідники повертаються в минуле, щоб ідентифікувати когорту суб’єктів у той момент, коли вони не мали результату. Дизайн проспективного когортного дослідження займає вищий рейтинг в ієрархії доказів, ніж ретроспективний дизайн, оскільки результати, предиктори та змінні, що змішують, можна краще виміряти та контролювати.  Інформація, отримана в результаті ретроспективного дослідження, може бути корисною при плануванні майбутнього проспективного дослідження. 
Амбідирекційне (двонаправлене) когортне дослідження має як проспективні, так і ретроспективні компоненти. Наприклад, дослідження «Air Force Health Study» є амбідирекційним дослідженням чоловіків, які брали участь у повітряному розпиленні гербіцидів (зокрема, забрудненого діоксином агенту «Оранж») під час війни у В’єтнамі. Метою цього дослідження є визначення, чи мають ці чоловіки підвищений ризик несприятливих наслідків для здоров’я та репродуктивної функції. Ретроспективна частина дослідження включала аналізи випадків раку та смертності, які сталися з часу їх першої служби у В’єтнамі до 1980-х років. Проспективна складова передбачає моніторинг стану здоров’я цих чоловіків протягом багатьох наступних років.

## Клінічні дослідження
У клінічних дослідженнях когортні дослідження є доцільними, коли є докази, які свідчать про зв’язок між впливом і результатом, а часовий інтервал між впливом і розвитком результату є прийнятним. Когортні дослідження – це модель вибору для визначення захворюваності та природного перебігу захворювання. Завдяки поздовжній конструкції можна спостерігати за прогресуванням захворювання та природним перебігом. Когортні дослідження дозволяють розрахувати рівень захворюваності, кумулятивну захворюваність, відносний ризик і коефіцієнт ризику. Причинно-наслідковий зв'язок неможливо остаточно встановити за допомогою когортного дослідження.  Тим не менш, когортні дослідження є корисними для надання доказів, які свідчать про причинно-наслідковий зв’язок, і інформації щодо міцності зв’язку між факторами ризику та результатом.

## Переваги та недоліки когортних досліджень
Основною перевагою дизайну когортного дослідження є можливість вивчати кілька результатів, які можуть бути пов’язані з однією або кількома помилками в одному дослідженні. Можна визначити навіть сукупний вплив багаторазових помилок на результат. Схеми когортних досліджень також дозволяють вивчати випадки рідкісного впливу. Дослідники можуть спеціально відбирати суб'єктів, які піддаються впливу певного фактора. Крім того, когортні дослідження часто мають ширше включення та менше критеріїв виключення порівняно з рандомізованими контрольованими дослідженнями . Дослідники можуть отримати великі зразки та досягти більшої потужності статистичного аналізу порівняно з рандомізованим контрольованим дослідженням. З цих причин результати когортних досліджень можуть бути більш узагальненими в клінічній практиці. Нарешті, лонгітюдний характер когортних досліджень означає, що зміни в рівнях впливу з плином часу та зміни в результатах можна виміряти, щоб отримати розуміння динамічного зв’язку між впливом і результатом.
Проспективні та ретроспективні дослідження мають різні сильні та слабкі сторони . Проспективні когортні дослідження проводяться від теперішнього часу до майбутнього, і, отже, вони мають перевагу в тому, що вони точні щодо зібраної інформації про впливи, кінцеві точки та конфаундери. Недоліком може бути тривалий період спостереження під час очікування настання подій, що призводить до вразливості до високого рівня втрати для подальшого спостереження.
Ретроспективні дослідження покладаються на дані, зібрані в минулому, щоб визначити, як помилки, так і результати. Ці дослідження використовують дані, які вже були зібрані, наприклад, отримані за допомогою бази даних, отриманих з електронних медичних записів . Таким чином, когортні дослідження часто є ефективними за часом і рентабельними. Однак у багатьох ретроспективних когортних дослідженнях дані, зібрані в минулому, використовуються з іншою метою. Отже, дослідники не контролюють збір даних. Вимірювання змінних може бути неточним або непослідовним, що призводить до упередження джерела інформації.

## Приклади когортних досліджень

### Приклад 1
Nijkeuter та інші провели проспективне когортне дослідження, щоб зрозуміти природний перебіг гемодинамічно стабільної тромбоемболії легеневої артерії (ТЕЛА). Дослідження мало на меті оцінити частоту рецидиву  венозної тромбоемболії, геморагічних ускладнень і смертності у пацієнтів з ТЕЛА, а також визначити фактори ризику та часовий перебіг цих подій. У період з листопада 2002 р. по вересень 2004 р. загалом обстежено 3503 пацієнтів із клінічною підозрою на ТЕЛА, а діагностовано у 674 пацієнтів. Тримісячне спостереження було завершено у 673 із 674 пацієнтів з ТЕЛА. Автори виявили, що рецидив венозної тромбоемболії виникав у невеликого відсотка пацієнтів, які отримували лікування з приводу гострої ТЕЛА , і більшість рецидивів венозної тромбоемболії були летальними. Іммобілізація, госпіталізація, вік, ХОЗЛ і злоякісні пухлини були факторами ризику рецидиву венозної тромбоемболії, кровотечі та смертності.

### Приклад 2
Short та інші провели ретроспективне когортне дослідження для вивчення ефекту β-блокаторів у лікуванні ХОЗЛ . Вони здійснили пошук у базі даних пацієнтів із ХОЗЛ, пов’язаних із конкретними захворюваннями, і зв’язали їх із шотландськими записами про захворюваність госпіталізованих пацієнтів у госпіталі, записами про рецепти в аптеках Tayside та Головним реєстром Шотландії. Було ідентифіковано 5977 пацієнтів віком > 50 років з діагнозом ХОЗЛ, які розділені на дві групи відповідно до застосування β-блокаторів. Дослідження показало, що β-блокатори можуть зменшити смертність і загострення ХОЗЛ, якщо їх додавати до встановленої інгаляційної поетапної терапії ХОЗЛ, незалежно від явного серцево-судинного захворювання та серцевих препаратів, і без негативного впливу на легеневу функцію.

### Приклад 3
Skull та ін.12 описали епідеміологію позалікарняної пневмонії у літніх австралійців. Використовуючи дизайн когорта-випадок, випадки позалікарняної пневмонії були ідентифіковані як госпіталізовані пацієнти віком ≥ 65 років за МКБ , коди модифікації Австралії від J10 до J18, госпіталізовані протягом 2 років до двох лікарень третинного рівня. Когортна вибірка була випадковим чином відібрана з усіх виписаних із лікарні протягом відповідного місяця. Всього обстежено 4772 стаціонарних хворих. Найсильнішими прогностичними факторами позалікарняної пневмонії були попередня пневмонія, інші респіраторні захворювання в анамнезі та аспірація. Госпіталізація у відділенні інтенсивної терапії, захворювання нирок і вік були найсильнішими провісниками смертності, тоді як вакцинація проти грипу забезпечувала захист.